# 太山庙乡 (宁陕县)
太山庙乡是中国陕西省安康市宁陕县下辖的一个乡。

## 行政区划
太山庙乡下辖以下行政区：
太山村、长坪村、油房村、胭脂坝村、双建村、龙凤村